# Raquel Rodrigues
Raquel Mendes Vieira Rodrigues (Uberlândia, 7 de julho de 1955) é uma política, artista plástica e professora de piano que serviu como primeira-dama e deputada estadual por Goiás, além de primeira-dama, secretária de promoção social no governo municipal do marido 
e prefeita de Santa Helena de Goiás. É filiada ao Progressistas.

## Biografia
Raquel Mendes Viera nasceu na cidade de Uberlândia, Minas Gerais, no dia 7 de julho de 1955. Seus pais são Danilo Mendes Vieira e Maria Helena de Castro. Ela se graduou em Artes plásticas pela Universidade Federal de Uberlândia, se especializando no ensino de piano.
Ingressou na política em 1998, ao buscar uma vaga como deputada estadual pelo Partido Progressista Brasileiro, enquanto seu marido, Alcides Rodrigues foi eleito vice-governador na chapa de Marconi Perillo, ela ficou como suplente, alcançando 8.748 votos apenas. Assumiu a vaga do deputado Luiz Moura que renunciou para ser prefeito de Itumbiara, em 2 de janeiro de 2001. Foi reeleita em 2002 para a função com 28.447 votos válidos. Renunciou ao mandato para exercer a prefeitura de Santa Helena.
Se tornou primeira-dama estadual em 31 de março de 2006, quando Marconi renunciou para disputar vaga no Senado Federal do Brasil. Presidiu a OVG, Organização das Voluntárias de Goiás, enquanto primeira-dama. O marido se reelegeu em 2006, e ela acumulou ainda a função de prefeita de Santa Helena, após vencer o pleito com 11.834 (51,48%) dos votos, na gestão 2005-2009. Não se reelegeu em 2008. Deixou a função de primeira-dama em 1 de janeiro de 2011, transmitindo o cargo para Valéria Perillo, sua antecessora.